# Leurs enfants après eux (film)
Cet article concerne le film. Pour le roman original, voir Leurs enfants après eux.
Pour plus de détails, voir Fiche technique et Distribution.
Leurs enfants après eux est un drame français écrit et réalisé par Ludovic et Zoran Boukherma et sorti en 2024. Il s'agit de l'adaptation du roman du même nom de Nicolas Mathieu.
Il est présenté en compétition à la Mostra de Venise 2024, où Paul Kircher remporte le Prix Marcello Mastroianni du meilleur espoir.

## Synopsis
Dans l'Est de la France, en ce mois d'août 1992, c'est l'été et il fait chaud. Anthony Casati, quatorze ans, partage son ennui avec son cousin. Ils décident d'aller au lac, où ils rencontrent Clémence et Stéphanie. Le cœur d'Anthony va s'accélérer pour cette dernière. Stéphanie les invite à une fête qui a lieu le soir-même. Pour s'y rendre avec son cousin, Anthony emprunte la moto qui appartient à son père, sans avoir eu son autorisation. Lorsque le soleil se lève, le deux-roues n'est plus là. Il soupçonne Hacine, un adolescent d'origine marocaine habitant dans une cité. Mis au courant du vol, le père d'Hacine lui brûle la main et lui impose de rentrer au Maroc. La moto est retrouvée en feu devant le domicile des Casati, ce qui entraînera une crise de colère du père d'Anthony et le divorce de ses parents. On retrouve ensuite Anthony et sa mère deux ans plus tard, en août 1994, avec les mêmes protagonistes.
Comme le livre, le film est découpé en quatre séquences correspondant aux étés 1992, 1994, 1996 et 1998. Anthony Casati, personnage principal du film, a 14 ans au début du film et évolue jusqu'à ses 20 ans. Chaque partie est rythmée par des chansons caractéristiques des succès musicaux des années 1990, mais les titres utilisés dans le film ne sont pas les mêmes que dans le livre.

## Fiche technique
Sauf indication contraire, les informations mentionnées dans cette section peuvent être confirmées par les bases de données cinématographiques IMDb et Allociné,  présentes dans la section « Liens externes ».
- Titre original : Leurs enfants après eux
- Réalisation : Ludovic et Zoran Boukherma
- Scénario : Ludovic et Zoran Boukherma, d'après le roman Leurs enfants après eux de Nicolas Mathieu
- Musique : Amaury Chabauty
- Costumes : Clara René
- Photographie : Augustin Barbaroux
- Montage : Géraldine Mangenot
- Production : Alain Attal et Hugo Sélignac
- Sociétés de production : Chi-Fou-Mi Productions et Trésor Films
- Société de distribution : Warner Bros France (France)
- Budget : 12 millions d'euros[2]
- Pays de production :  France
- Langue originale : français
- Format : couleur
- Genre : drame
- Dates de sortie : 
  - Italie : 31 août 2024 (Mostra de Venise 2024)
  - France : 4 décembre 2024[3]

## Distribution
Sauf indication contraire, les informations mentionnées dans cette section peuvent être confirmées par les bases de données cinématographiques IMDb et Allociné,  présentes dans la section « Liens externes ».
- Paul Kircher : Anthony Casati
- Angelina Woreth : Stéphanie Chaussoy
- Sayyid El Alami :  Hacine Bouali
- Ludivine Sagnier : Hélène Casati, la mère d'Anthony
- Gilles Lellouche : Patrick Casati, le père d'Anthony
- Louis Memmi : le cousin d'Anthony
- Christine Gautier : Vanessa
- Anouk Villemin : Clémence Durupt, la copine de Stéphanie
- Lounès Tazaïrt : Malek Bouali, le père de Hacine
- Victor Kervern : Romain Rotier
- Thibault Bonenfant : Simon Rotier
- Bilel Chegrani : Kader
- Barbara Butch : Irène, la tante d'Anthony et la sœur d'Hélène
- Raphaël Quenard : Manu, le mec au chien
- Brice Fournier : Pierre Chaussoy
- Anna Biolay : la cousine d'Anthony
- Anaïs Tellenne : Cyrille
- Amaury Chabauty : Christophe, le nouveau compagnon d'Hélène
- Louise Lehry : Nath, la femme du cousin

## Production

### Genèse et développement
À l'origine, Gilles Lellouche souhaite adapter le roman au cinéma. Finalement, il préfère se concentrer sur le film L'Amour ouf. La réalisation est donc confiée aux frères Boukherma, Zoran et Ludovic.
L'auteur Nicolas Mathieu ne participe pas à l'adaptation de son livre et déclare : « Je ne prends pas part à la production et à l’écriture du film, même si on échange à ce sujet. En général, mon implication se situe plutôt dans le choix de qui peut adapter le livre, de la société de production à la réalisation. Le cinéma, c’est un peu un piège pour un écrivain, l’histoire de ma vie, c’est d’écrire des livres. »
Inédit pour un film français, la plateforme américaine HBO Max (renommée Max depuis) a investi dans le projet, aux côtés de Warner Bros. Discovery France, France Télévisions et Canal+.
Les producteurs du film déclarent à Variety en mai 2023 que ce qui a plu à Nicolas Mathieu dans la proposition d'adapter son roman était de faire un film « dans la veine du cinéma de Paul Thomas Anderson et Martin Scorsese, et non pas une adaptation naturaliste ». Ils ajoutent « Nous voulons ajouter du romanesque au milieu de ce monde radical et austère décrit dans le roman. On ne va pas faire un film joyeux, mais nous allons incorporer de la beauté et de la lumière dans cet univers. »

### Tournage
Le tournage débute le 25 juillet 2023 et se termine le 10 octobre de la même année. Le film dispose d'un budget ambitieux pour du cinéma indépendant de 12 millions d'euros, selon Première.
Les prises de vues se déroulent en Meurthe-et-Moselle (lac de Pierre-Percée, Jœuf), en Moselle (vallée de la Fensch, Algrange, Hayange, Hettange-Grande, Fontoy, Nilvange, Knutange, Yutz), et dans les Vosges (Épinal).

## Accueil
Le film reçoit un accueil favorable en festival. Le média L'Antre du Cinéphile en fait une critique positive : « Une bonne adaptation du roman à succès écrit par Nicolas Mathieu, porté par un jeune casting remarquable et un scénario passionnant. Si l’ensemble n’évite pas certains écueils, Leurs enfants après eux reste une adaptation maîtrisée de bout en bout ».

## Distinctions
Sauf indication contraire, les informations mentionnées dans cette section peuvent être confirmées par les bases de données cinématographiques IMDb et Allociné,  présentes dans la section « Liens externes ».

### Récompenses
- Mostra de Venise 2024 : Prix Marcello Mastroianni du meilleur espoir pour Paul Kircher
- Festival du film européen de Séville 2024[9] :
  - Giraldillo d'or du meilleur film
  - Prix du meilleur acteur pour Paul Kircher
- Festival international du film francophone de Namur 2024 : Bayard spécial du jury

### Sélection
- Mostra de Venise 2024 : en compétition officielle pour le Lion d'or